# Semana Santa en Bilbao
La Semana Santa en Bilbao (Vizcaya) España. Es un acontecimiento cultural, religioso y de atracción turística. Entre el Viernes de Dolores y el Domingo de Resurrección se celebran en Bilbao 14 procesiones en las que participan las 9 cofradías penitenciales de la villa, agrupadas en la Hermandad de Cofradías Penitenciales de Bilbao.

## Cofradías
- Cofradía de la Santa Vera Cruz, fundada en 1554, su sede se encuentra en la Iglesia de los Santos Juanes. Sus cofrades visten túnica y antifaz negros con un cordón blanco anudado.
- Cofradía de La Pasión, fundada en 1941 se fusionó con la cofradía de las Palmas en 1959, su sede se encuentra en la Iglesia de los San Vicente Mártir de Abando. Sus cofrades visten túnica negra con botonadura roja, muceta de terciopelo rojo y antifaz de terciopelo negro con un cordón rojo.
- Cofradía de Nuestra Señora de la Merced, fundada en 1943, su sede se encuentra en la Iglesia de San Nicolás de Bari. Sus cofrades visten una amplia capa blanca y antifaz azul celeste.
- Cofradía de la Madre de Dios de las Escuelas Pías, fundada en 1944, su sede se encontraba en el colegio de los Padres Escolapios, en el que surgió; después, se trasladaron a la Parroquia del Pilar y, finalmente, su sede actual es la Iglesia de Ntra. Sra del Carmen. Sus cofrades visten túnica color crema con botonadura, fajín y antifaz granates.
- Real Cofradía de Nuestro Padre Jesús Nazareno, fundada en 1947, su sede se encuentra en la Iglesia de San Francisco, 'La Quinta Parroquia'. Sus cofrades visten túnica morada con botonadura amarilla y faja de esparto, antifaz de terciopelo púrpura y sandalias de cuero.
- Cofradía de Nuestra Señora de Begoña, la rama penitencial fue fundada en 1947, su sede se encuentra en la Basílica de Nuestra Señora de Begoña. Sus cofrades visten túnica y capa blancas con cordón y antifaz negros.
- Cofradía Penitencial del Apóstol Santiago, fundada en 1947, su sede se encuentra en la Iglesia de San José de la Montaña de los PP. Agustinos. Sus cofrades visten túnica gris con botonadura roja y fajín y antifaz azules.
- Cofradía Penitencial de la Santa Eucaristía, fundada en 1959, su sede se encuentra en el colegio de los PP. Jesuitas de Indautxu. Sus cofrades visten túnica y antifaz de raso blanco con fajín rojo.
- Hermandad de los Cruzados Eucarísticos, segregada de la Vera Cruz en 1982, su sede se encuentra en el colegio Zabálburu. Sus cofrades visten túnica y antifaz blancs y fajin rojo con flecos dorados.

### Cofradías Extintas
- Cofradía de las Palmas, fundada en 1946, en 1956 se fusionó con la Cofradía de La Pasión. Sus cofrades vestían túnica morada y antifaz blanco. Esta cofradía organizaba la popular procesión del 'Borriquito' la mañana del Domingo de Ramos.
- Cofradía Penitencial de los Padres Franciscanos, fundada en 1947, su sede se encontraba en el convento franciscano de Iralabarri. Tenía la particularidad de ser la única cofradía bilbaína cuyo hábito, idéntico al franciscano, no incluía capirote.
- Cofradía Penitencial del Ecce Mater Tua, fundada en 1954, su sede se encontraba en la Iglesia del Sagrado Corazón (La Residencia) de los PP. Jesuitas. Sus cofrades vestían túnica de color verde oscuro con antifaz y fajín blancos. Antiguamente sacaba en procesión el Calvario o 'Ecce Mater Tua' que forma uno de los retablos de la iglesia. En la actualidad este paso es portado por la Cofradía Penitencial de la Santa Eucaristía

## Procesiones

### Viernes de Dolores[1]
- Procesión de la Virgen de los Dolores

Organizada por la Cofradía de La Pasión, parte de la Iglesia de San Vicente Mártir y recorre el barrio de Abando. Procesionan las siguientes imágenes:

Virgen de los Dolores

Nuestro Padre Jesús de Pasión

### Sábado de Pasión
- Procesión de Jesús Atado a la Columna y Ntra. Sra. de la Amargura

Procesión de La Amargura

Organizada por la Cofradía de la Santa Eucaristía, parte del Colegio de los PP Jesuitas y recorre el barrio de Indautxu llegando a la Residencia de los PP Jesuitas. Procesionan las siguientes imágenes:

Jesús atado a la columna

Ntra. Sra. de la Amargura

### Domingo de Ramos
- Procesión del Borriquito

Organizada por la mañana por la Cofradía de La Pasión, parte de la Iglesia de San Vicente Mártir y recorre el ensanche. Procesionan las siguientes imágenes:

Ntra. Sra. de Ramos y del Rosario

Hosanna
- Procesión de Ntra. Sra. de la Caridad

Organizada por tarde por la Cofradía de Nuestra Señora de Begoña, parte de la Parroquia de la Santa Cruz y recorre el barrio de Begoña. Procesionan las siguientes imágenes:

Santo Cristo de la Humildad

Ntra. Sra. de la Caridad

### Lunes Santo
- Procesión del Nazareno

Organizada por la Real Cofradía de Nuestro Padre Jesús Nazareno, parte de la Iglesia de San Francisco y recorre el barrio de las Cortes. Procesionan las siguientes imágenes:

Santa María Magdalena

Nuestro Padre Jesús Nazareno

### Martes Santo
- Procesión de la Piedad

Organizada por la Cofradía de la Merced, parte de la Iglesia de San Nicolás y recorre el Casco Viejo. Procesionan las siguientes imágenes:

La Piedad

### Miércoles Santo

Palio de Ntra Sra. de la Soledad en la Iglesia de los Santos Juanes

La Cruz a Cuestas, Raimundo Capuz, 1717

- Procesión de Ntra. Sra. de la Soledad

Organizada por la Cofradía de la Santa Vera Cruz, parte de la Iglesia de los Santos Juanes y termina en la Plaza Nueva. Procesionan los siguientes pasos:

Lignum Crucis

Las tres cruces

Cristo de la villa

San Juan

Ntra. Sra. de la Soledad

### Jueves Santo
- Procesión de la Santa Cena

La Santa Cena, Juan Guraya, 1943

Organizada por la Cofradía de la Santa Vera Cruz, parte de la Iglesia de los Santos Juanes y termina en la Plaza Moyúa. Procesionan los siguientes pasos:

Lignum Crucis

La Última Cena

El Lavatorio

La Oración en el Huerto

El Prendimiento

Jesús ante Anás

Los Azotes

La Coronación de Espinas

Ntro. Padre Jesús de Pasión

San Juan

Ntra. Sra. de la Soledad

### Viernes Santo
- Procesión del Silencio

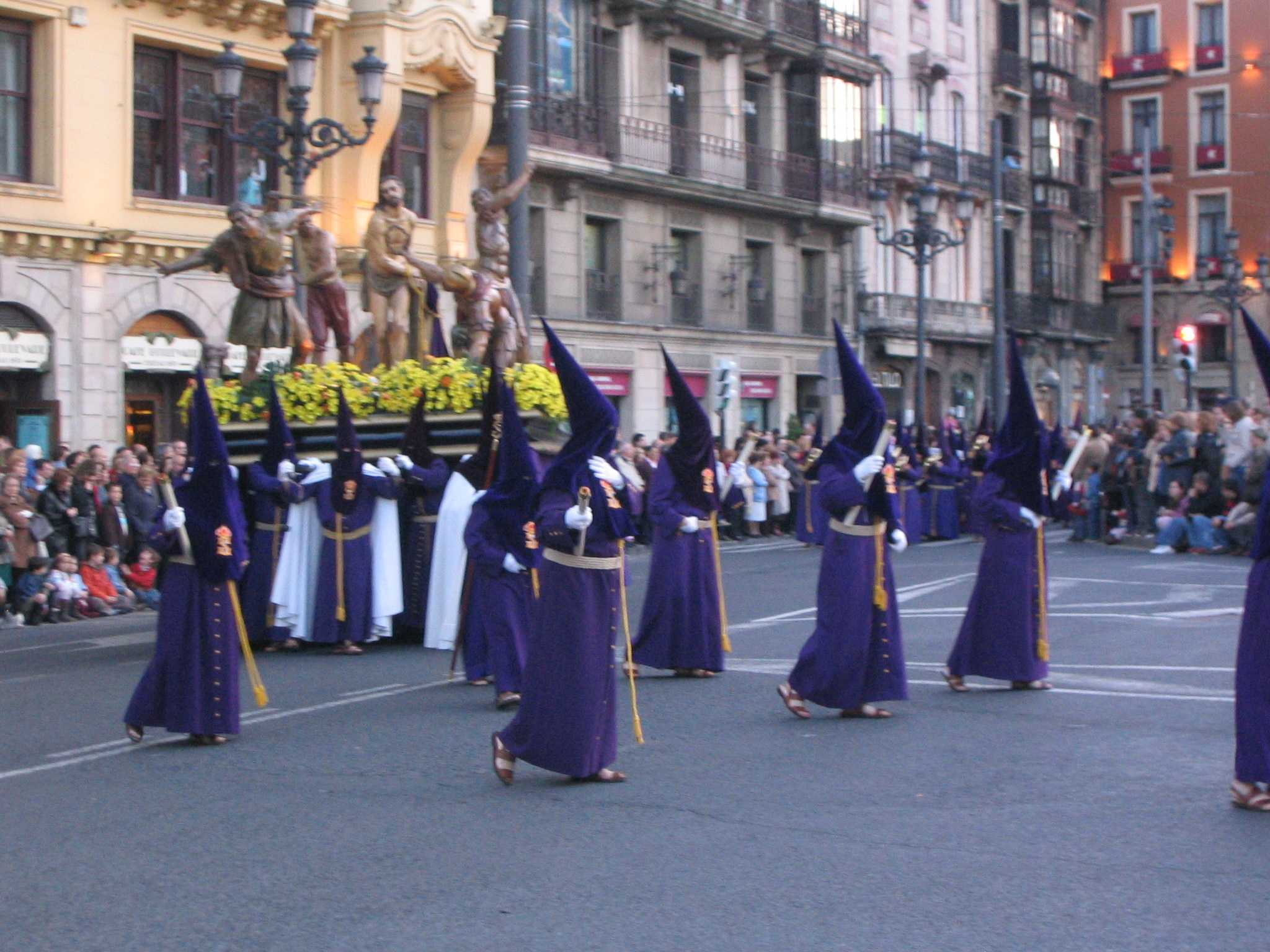
Ntro. Padre Jesús Nazareno, Federico Coullaut-Valera, 1947

Organizada de madrugada por la Cofradía de la Merced, parte de la Iglesia de San Nicolás y recorre el Casco Viejo en absoluto silencio realizando las visitas en 7 iglesias distintas. No procesiona ningún paso. Originalmente era organizada por la Hermandad de Begoña y recorría el barrio de Santutxu realizando las visitas a los Monumentos Eucarísticos en 7 iglesias.
- Santo Via Crucis

Organizado al alba por la Cofradía de la Santa Vera Cruz, asciende las calzadas de Mallona hasta la Basílica de Begoña.
- Procesión del Encuentro

Organizada al mediodía por la Cofradía de la Madre de Dios de las Escuelas Pías, parte de la Iglesia de Ntra. Sra. del Pilar. Procesionan los siguientes pasos:

El Lavatorio

El Encuentro
- Procesión del Santo Entierro

Organizada por la Cofradía de la Santa Vera Cruz, parte de la Iglesia de los Santos Juanes y termina en la Plaza Moyúa. Procesionan los siguientes pasos:

Lignum Crucis

Ecce Homo

Santa María Magdalena

Ntro. Padre Jesús Nazareno

Santísimo Cristo del Perdón

La Cruz a Cuestas

El Encuentro

Sto. Cristo de la Humildad

Las Tres Cruces

Cristo de la Villa

La Piedad

El Descendimiento

Cristo Yacente

San Juan

Ntra. Sra. de la Soledad

### Sábado Santo
- Procesión de La Esperanza

Organizada por la Cofradía Penitencial del Apóstol Santiago, parte de la Iglesia de San José de la Montaña y recorre parte de la Gran Vía. Procesionan los siguientes pasos:

Ntro. Padre Jesús del Amor

María Santísima de la Esperanza

### Domingo de Resurrección

Procesión de la Luz y la Resurrección

- Procesión de la Luz y la Resurrección

Organizada por la Hermandad de Cofradías Penitenciales de la Villa a instancias del entonces Obispo de Bilbao, Mons. Ricardo Blázquez, parte de Santa Iglesia Catedral y recorre el Casco Viejo. Procesionan los siguientes pasos:

Cristo Resucitado

## Pasos e imaginería
El patrimonio artístico de la Semana Santa bilbaína es enorme, abarcando desde el siglo XVII hasta el XXI. Históricamente, las imágenes y misterios iban cargados a hombros, fuera ya por cofrades o cargadores contratados. El número menguante de cofrades obligó a las cofradías a recurrir a las ruedas, procesionando todos de este modo a partir de 1929. En el año 1998 la Cofradía de Nuestra Señora de Begoña recuperó la tradición portando a hombros a la Virgen de la Caridad en procesión por el barrio de Begoña. En los años siguientes la Cofradía de la Santa Vera Cruz, la Cofradía de La Pasión y laCofradía de la Santa Eucaristía también han comenzado a portar algunos de sus pasos a hombro.
La gran Mayoría de las Imágenes procesionales pertenecen a la Cofradía de la Vera Cruz. Aquellas que no reciben culto en alguna de las Iglesias de la Villa se conservan en el Museo de Pasos de Bilbao, ubicado en la antigua burrería de Iturribide.
Pasos e imágenes de la Semana Santa bilbaína
Cristo de la villa, Juan de Mesa, 1615 

Santísimo Cristo del Perdón, Anónimo, siglo XVII 

Nuestra Señora de la Soledad, Raimundo Capuz, 1693 

El Prendimiento, Raimundo Capuz, 1705 

La Cruz a Cuestas, Raimudo Capuz, 1717 

La Coronación de Espinas, Manuel Romero, 1745  

Nuestra Señora de la Piedad, Juan Pascual de Mena, 1756 

Ecce Mater Tua, Anónimo, siglo XIX 

La Oración del Huerto, Quintín de Torre, 1924 

El Descendimiento, Quintín de Torre, 1926 

La Última Cena, Juan Guraya, 1943 

Ecce Homo, Ricardo Iñurria, 1944 

Cristo Yacente, Higinio Basterra. 1944 

San Juan, José Larrea, 1944 

Las Tres Cruces, Quintín de Torre, 1945 

Nuestro Padre Jesús Nazareno, Federico Coullaut-Valera, 1947 

Virgen de los Dolores, Quintín de Torre, siglo XX 

Jesús ante Anás, José María Garrós, 1945 

Jesus Atado a la Columna, Salvador Furió, 1950 

El Encuentro, Tomás Parés, 1955 

Los Azotes, Ricardo Iñurria, 1955 

El Borriquito, Jesús Torre, 1961 

María Santísima de la Esperanza, Luis Álvarez Duarte, 1992 

Nuestro Padre Jesús del Amor, Francisco José Zamudio, 1994 

Nuestra Señora de la Amargura, Jesús Iglesias Montero 1997 

Padre Jesús de Pasión, Luis Álvarez Duarte, 2001 

Santo Cristo de la Humildad, Enrique Ruiz Flores, 2002-2013 

Nuestra Señora de la Caridad, Enrique Ruiz Flores, 2003 

El Lavatorio, Ramón Chaparro, 2004 

Nuestra Señora de Ramos y del Rosario, Luis Álvarez Duarte, 2006 

Santa María Magdalena, Lourdes Hernández, 2007 